# These Words
These Words is een nummer van de Britse zangeres Natasha Bedingfield uit 2004. Het is de tweede single van haar debuutalbum Unwrittenen werd in oktober van dat jaar op single uitgebracht.
"These Words" werd een wereldwijde hit. In Bedingfields' thuisland het Verenigd Koninkrijk behaalde de single de nummer 1-positie in de UK Singles Chart en ook in Ierland en Polen werd de nummer 1-positie bereikt. 
In Nederland werd de plaat op vrijdag 1 oktober 2004 verkozen tot de 1797e Alarmschijf van de week op Radio 538 en werd ook veel gedraaid op 3FM. De single werd een grote hit en bereikte de 4e positie in de Nederlandse Top 40 en de 6e positie in de Mega Top 50. 
In België werd de 15e positie van de Vlaamse Ultratop 50 bereikt en de 6e positie in de Vlaamse Radio 2 Top 30.